# Пам'ятник Тарасові Шевченку (Тбілісі)
Пам'ятник Тарасові Шевченку — монумент, споруджений на честь поета, прозаїка, художника та етнографа Тараса Григоровича Шевченка в столиці Грузії — Тбілісі.

## Історія та опис
Пам'ятник за дорученням Кабінету Міністрів України було виготовлено Київським творчо-виробничим комбінатом «Художник» Національної спілки художників України за кошти міського бюджету Києва.
Пам'ятник був офіційно відкритий 2 березня 2007 року на честь Року України в Грузії. У відкритті брали участь Президент України Віктор Ющенко, який перебував з офіційним візитом у Грузії, та Президент Грузії Міхеіл Саакашвілі. Керівники держав поклали у фундамент пам'ятника капсулу із землею села Моринці Черкаської області, де народився Шевченко.
Бронзова скульптура, привезена з України, була встановлена в парку на вулиці Мелікішвілі. Монумент зображує сидячого на великому камені Шевченка з думою на обличчі. Розміри і розташування монумента продумані так, що кожен, хто підійде до пам'ятника, відчує погляд письменника, спрямований на нього.

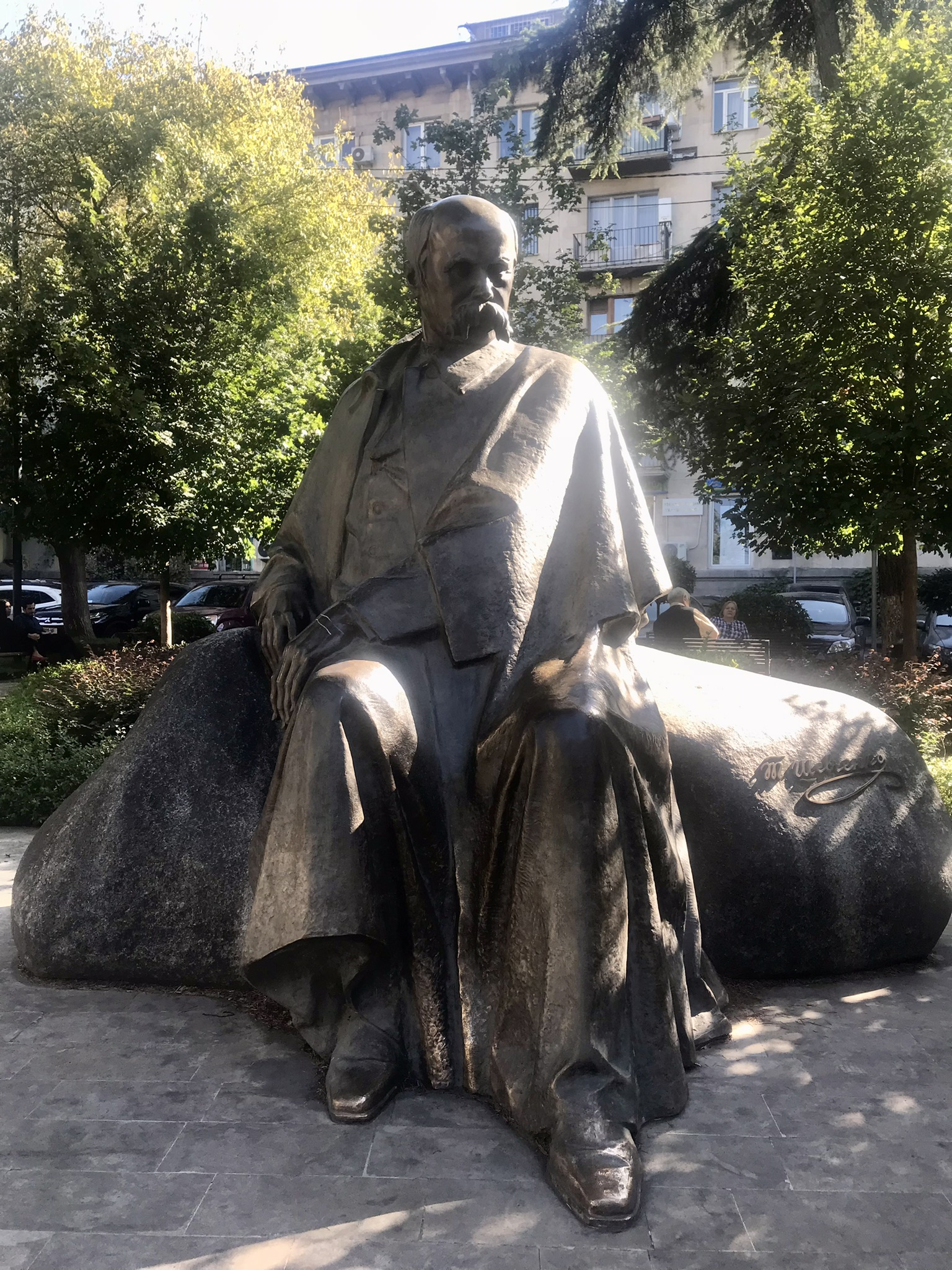
Пам'ятник Тарасові Шевченку в Тбілісі

У день народження поета біля його пам'ятника збирається численна українська діаспора. Українські школи Грузії проводять конкурс читців творів автора, біля його пам'ятника проходить святковий концерт.